# (27850) 1994 UD2
1994 يو دي 2 (ويعرف أيضًا باسم (27850) 1994 يو دي 2 وفق تسمية الكوكب الصغير) (بالإنجليزية: 1994 UD2)‏ هو كويكب ضمن حزام الكويكبات؛ وترتيبه 27850 من حيث الاكتشاف.
اكتُشف هذا الجُرم الفلكي بواسطة هيروشي كانيدا في 31 أكتوبر 1994.

## وصلات خارجية
- (27850) 1994 UD2 في قاعدة بيانات مختبر الدفع النفاث لأجرام النظام الشمسي الصغيرة

- الاكتشاف · مخطط المدار ·  العناصر المدارية · المعلمات المادية

- (27850) 1994 UD2 على موقع ويكي سكاي: DSS2, SDSS, GALEX, IRAS, Hydrogen α, X-Ray, Astrophoto, Sky Map, Articles and images